# Gisela Khoss-Sternegg
Gisela Khoss-Sternegg (17. srpna 1892 Brno – 22. října 1986 Vídeň) byla moravská německá hudební skladatelka, pedagožka a spisovatelka.

## Životopis
Rodiče Gisely byli August Khoss von Sternegg (1860–1927) a Rosa Khoss von Sternegg-Kregczy (1865–1927). Měla bratra Egona Khoss von Sternegg (1895–1941).
V Moravské Třebové absolvovala dívčí lyceum a hudební studie u Hilde Shauer (klavír), v Brně u Heinricha Janocha (klavír), u Lilly Fried-Weigl (varhany) a u Bruna Weigla (teorii a skladbu).
Její práce – klavírní a varhanní skladby, cykly a básně. Od roku 1928 pracovala jako klavíristka, skladatelka a učitelka hudby ve Vídni. Svá díla představila v Brně (1928) a ve Vídni (1933). Spolupracovala s rozhlasem (Rádio Brno 1929).
Byla členkou Österreichischen Komponisten-Bundes a Genossenschaft deutscher Tonkunst. Bydlela ve Vídni na adrese Bossig 16/II.